# Länsstyrelse
En länsstyrelse er i Sverige regeringens repræsentant i et län.

## Historie
Rigskansler Axel Oxenstierna reformerede i 1634 statsforvaltningen i Sverige (inklusive det nuværende Finland) og länsstyrelserne blev etableret. En landshøvding blev udnævnt som leder i hvert enkelt län, og blev kongens befalingsmand i länet. Länsstyrelsens fremmeste opgaver var at være den højeste politimyndighed, overvåge at lov og ret blev varetaget af domstolene, forhindre uro og oprør, sørge for undersåtternes ve og vel, samt kontrollere fogederne således at skattere blev inddrevet på rette vis, hvilket skatteforvaltningen nu er ansvarlig for. På den tid var landshövdingen benævnt "kongens befalingshaver" (konungens befallningshavare) og länet kaldtes "høvdingedømmet" (hövdingadömet).

## Länsstyrelserne
Länsstyrelsen arbejder som regeringens og rigsdagens forlængede arm i länet. Den vigtigste opgave er at sørge for at opfylde de mål, som Riksdagen og regeringen har fastlagt inden for en række forskellige politiske områder, mens der samtidig tages hensyn til länets forudsætninger.
De 21 länsstyrelser har i alt omkring 4.900 ansatte. Länsstyrelsen ledes af en landshøvding, som regeringen udpeger. Det øvrige personale ansættes af länsstyrelsen.